# Liste de réservoirs du Kerala
Voici une liste de réservoirs de l'État du Kerala, en Inde, classée en fonction du nom, de la superficie (en km2), du district, des coordonnées géographiques et de l'altitude (en m).
| Rivière                    | Nom                           | Superficie (km²) | District           | Coordonnées                  | Altitude (m) |
| -------------------------- | ----------------------------- | ---------------- | ------------------ | ---------------------------- | ------------ |
| Bharathapuzha              | barrage de Malampuzha (en)    | 23,13            | Palakkad           | 10° 50′ N, 76° 41′ E         | 104          |
| Bharathapuzha              | Mangalam                      | 3,93             | Palakkad           | 10° 31′ N, 76° 32′ E         | 72           |
| Bharathapuzha              | Meenkara                      | 2,59             | Palakkad           | 10° 37′ N, 76° 48′ E         | 152          |
| Bharathapuzha              | Chulliar                      | 1,59             | Palakkad           | 10° 35′ N, 76° 46′ E         | 143          |
| Bharathapuzha              | Pothundi                      | 3,63             | Palakkad           | 10° 32′ N, 76° 38′ E         | 93           |
| Bharathapuzha              | Walayar                       | 2,59             | Palakkad           | 10° 50′ N, 76° 52′ E         | 197          |
| Bharathapuzha              | Kanjirampuzha                 | 5,12             | Palakkad           | 10° 59′ N, 76° 33′ E         | 90           |
| Chalakkudy (en)            | barrage de Parambikulam (en)  | 20,92            | Palakkad           | 10° 23′ N, 76° 48′ E         | 545          |
| Chalakkudy (en)            | Thunakkadavu                  | 2,83             | Palakkad           | 10° 25′ 59″ N, 76° 47′ 02″ E | 565          |
| Chalakkudy (en)            | Peruvaaripallam               |                  | Palakkad           | 10° 26′ 49″ N, 76° 46′ 12″ E | 565          |
| Chalakkudy                 | barrage de Sholayar (en)      | 8,70             | Thrissur           | 10° 17′ N, 76° 45′ E         |              |
| Chalakkudy (en)            | barrage de Peringalkuthu (en) | 2,63             | Thrissur           |                              |              |
| Kallada (en)               | Parappar                      | 25,90            | Quilon             | 9° 57′ N, 77° 04′ E          |              |
| Karamana (Aruvikkara) (en) | Aruvikkara                    | 2,58             | Thiruvananthapuram | 8° 28′ N, 77° 58′ E          |              |
| Karuvanoor (en)            | Peechi                        | 12,63            | Thrissur           | 10° 32′ N, 76° 23′ E         | 73           |
| Keecheri                   | Vazhani                       | 2,55             | Thrissur           | 10° 40′ N, 76° 15′ E         |              |
| Kuttiadi                   | Kuttiadi                      | 10,52            | Kozhikode          | 11° 36′ N, 75° 49′ E         |              |
| Neyyar (en)                | barrage Neyyar (en)           | 15,00            | Thiruvananthapuram | 8° 32′ N, 77° 08′ E          |              |
| Pamba                      | Pamba                         | 5,70             | Pathanamthitta     | 9° 20′ N, 76° 53′ E          |              |
| Pamba                      | réservoir Kakki (en)          | 18,00            | Pathanamthitta     |                              |              |
| Periyar                    | Idukki                        | 61,60            | Idukki (district)  | 9° 48′ N, 76° 53′ E          | 720          |
| Periyar                    | Ponmudi                       | 2,60             | Idukki             | 9° 55′ N, 77° 05′ E          |              |
| Periyar                    | Anayirankal                   | 4,33             | Idukki             | 10° 0' 77° 0'                |              |
| Periyar                    | Kundala                       | 2,30             | Idukki             | 10° 0' 77° 0'                |              |
| Periyar                    | Mattupatti                    | 3,24             | Idukki             | 10° 05′ N, 77° 05′ E         |              |
| Periyar                    | Sengulam                      | 0,33             | Idukki             | 10° 00′ N, 77° 05′ E         |              |
| Periyar                    | Neriamangalam                 | 4,13             | Idukki             |                              |              |
| Periyar                    | Bhoothathankettu              | 6,08             | Idukki             |                              |              |
| Periyar                    | Periyar lake                  | 28,90            | Idukki             | 10° 10′ N, 76° 15′ E         |              |
| Valapattanam (en)          | Pazhassi                      | 6,48             | Cannanore          |                              |              |
| Karamana                   | Peppara                       | 5,82             | Thiruvananthapuram |                              |              |
| Thodupuzha                 | Malankara                     | 11,00            | Idukki             |                              |              |
| Chimmony river             | Chimmony dam                  | 85,067           | Thrissur           |                              |              |